# Kieran Read
Kieran Read (Leeston, 20 de outubro de 1985) é um jogador neozelandês de rugby union que atua nas posições de terceira linha.
Foi eleito em 2013 o melhor jogador de rugby do mundo pela IRB, em um ano marcado pelo ineditismo protagonizado por sua seleção: a Nova Zelândia disputou 14 jogos no ano e venceu todos. Foi a primeira vez desde a introdução do profissionalismo (em 1995) em que uma das grandes seleções do mundo conseguiu encerrar o ano com vitórias em todas as suas partidas, e Read foi um dos líderes dessa campanha dos  Invencible All Blacks, já considerados um dos maiores elencos da história do rugby. Read tornou-se o terceiro neozelandês eleito o melhor rugbier do mundo, depois de Richie McCaw e Dan Carter, e na eleição superou outros compatriotas candidatos, Ben Smith e Julian Savea.